# Шехны, Рихард
Рихард Шехны (словац. Richard Šechný; род. 19 октября 1971 года, Прешов, Чехословакия) — словацкий хоккеист, центральный нападающий.

## Карьера
Выступал за ХК «Кошице», ХК «Михаловце», ХК «Зволен», «Нефтехимик» (Нижнекамск, Россия), «Подхале» (Новый Тарг, Польша), МХК «Кежмарок», ХК «Попрад», ХК «Банска Быстрица», «Больцано-84» (Италия), «Прешов», «Детва», «Гуменне».
В составе национальной сборной Словакии провел 54 матча (10 голов); участник зимних Олимпийских игр 2002, участник чемпионата мира 1995 (группа B) и 1999.

## Достижения
- Чемпион Словакии (1995, 1996, 1999, 2001), бронзовый призер (2011).